# HIP 88726
Désignations
HD 165189 : HR 6749, HJ 5014A, TYC 7911-5035-1

HIP 88726, également désignée CD-43 12272 ou HJ 5014, est une étoile binaire visuelle de la constellation de la Couronne australe. Elle est visible à l'œil nu avec une magnitude apparente combinée de 4,93. Ses deux composantes, désignées HD 165189 et HD 165190, dont deux étoiles blanches de la séquence principale similaires. D'après la mesure de leur parallaxe annuelle par le satellite Gaia, elles sont distantes d'environ 44 pc (∼144 al) de la Terre,. Le système est membre du groupe mouvant de Beta Pictoris.
Les deux étoiles de HIP 88726 complètent une orbite l'une autour de l'autre avec une période de 450 ans et selon une excentricité importante de 0,65. Elles présentent une séparation projetée de 70,1 ua. Toutes deux sont des étoiles blanches de la séquence principale ; la composante primaire, HD 165189 est de type spectral A6 V tandis que la secondaire, HD 165190, est de type spectral A7 V. Elles possèdent des masses similaires de 1,59 et 1,58 masses solaires, respectivement.